# Onomantie
Onomantie oder Onomatomantie (griechisch/neulateinisch) bezeichnet die Vorhersage der Zukunft (Wahrsagung oder Mantik) eines Namensträgers aus dem Zahlenwert der Namensbuchstaben. Die Praxis des Wahrsagens aus Namen geht auf die griechische Antike zurück, die Erweiterung dieser Technik um die Kombination von Buchstaben und Zahlen stammt aus dem semitisch-arabischen Kulturkreis.
Die älteste bekannte deutsche Namenmantik ist in einer Handschrift des 14. Jahrhunderts erhalten, die dem Phisitor zugeschrieben wird. Anwendung fand die Onomantie zum Beispiel bei Gottesurteilen, um deren Ausgang vorhersagen zu können. Daneben wird sie auch in den Fechtbüchern des späten Mittelalters erwähnt; Johannes Hartlieb verfasst um 1434 sein Ueber die Erhaltung des Sieges, worin alle männlichen Vornamen in „unser Frauen Brüder“ und „Sanct Jorgen Brüder“ einteilt und abhängig von dieser Zugehörigkeit glückliche oder unglückliche Tage bestimmt werden. Hans Talhoffer übernimmt diese Einteilung in seinem Fechtbuch von 1443.
Ihr wissenschaftliches Gegenstück ist die Onomastik.

## Wahrsagetechnik
Die Onomantie beruht auf der alten Technik der Gematrie, d. h. der Vorstellung, dass jeder Buchstabe des Alphabetes für eine bestimmte Zahl steht. Diese Zahlen werden berechnet und der sich daraus ergebende Wert kann dann zum Beispiel in einer Tabelle nachgeschlagen werden, die enthüllt, ob Glück oder Unglück zu erwarten ist.

## Weitere Bezeichnungen für die Wahrsagung aus Namen und Buchstaben
Aus dem hohen und späten Mittelalter sind zahlreiche weitere Bezeichnungen für die Wahrsagung aus Namen oder Buchstaben überliefert: Literamantie oder Grammatomantie die Wahrsagung aus Buchstaben und Logarithmomantie, die Wahrsagung aus Wortzahlen.
Im 17. Jahrhundert fasste Hermann Rüdel in seinem Werk De Characteromantia (Dissertation Altdorf 1693) alle Wahrsageformen, „die auf Grund von »allerley Zeichen, Charakteren und Buchstaben« geübt werden“ unter dem Begriff Charakteromantie zusammen. Dazu zählte Rüdel unter anderem auch die Verwendung von Zauberworten (wie zum Beispiel Abrakadabra oder der Sator-Arepo-Formel), von Zauberzeichen wie dem Pentagramm, die Anwendung von Geheimschriften oder die Ars notoria, die Gedächtniskunst.

## Spodonomantie
Auf Martin Anton Delrio (1551–1608) geht vermutlich der Begriff Spodonomantie (das Wahrsagen aus Asche) zurück. Er bildete diesen Begriff durch die Kombination des antiken Begriffes Spodomantie (aus griech. σπο-δός „Asche“ und ὄνομα „Name“), die sich nicht mit Namen beschäftigt und dem Begriff Onomantie. Er bezog sich in seinem Werk Disquisitionum Magicarum libri sex …, das sich mit den abergläubischen Vorstellungen seiner Zeit beschäftigte, auf eine Form der Aschenwahrsagerei bei der auch Namen im Spiel waren. Nach Delrio ist die Spodonomantie gleichbedeutend mit der bei Cardanus (1501–1576) erwähnten Tephramantie (ebenfalls Aschenwahrsagung).
Martin Delrio berichtet von einem Brauch aus der zweiten Hälfte des 16. Jahrhunderts, bei dem derjenige, der etwas zu erfahren wünschte, mit einem Stock oder seinem Finger diese Sache in die Asche schrieb und diese einem Luftzug aussetzte. Dann achtete man auf die Buchstaben, „die »sich in der bewegten Asche zeigten«, was wohl bedeutet, daß man aus den Buchstaben, die vom Luftzug nicht verwischt wurden, einen Orakelspruch herstellte“.

## Onomantie in der Medizin
Der mittelalterliche Arzt Johannes von Mirfeld überliefert eine ebenfalls Onomantie genannte Praxis, die dazu dienen sollte, den Ausgang einer Krankheit vorherzusagen. Dabei wurden die Zahlenwerte der Buchstaben des Namens des Patienten, des Namens der Person, die zum Arzt geschickt wurde, und des Namens des Tages, an dem dieser Bote zum ersten Mal zum Arzt kam, addiert. Ergab sich eine gerade Zahl, dann war der Tod des Patienten gewiss, eine ungerade Zahl bedeutete seine Genesung.